# Federação de Futsal do Rio de Janeiro
La Federação de Futsal do Estado do Rio de Janeiro (conosciuta con l'acronimo di FFSERJ) è un organismo brasiliano che amministra il calcio a 5 nella versione FIFA per lo stato di Rio de Janeiro.
Fondata nel 1954 come Federação Metropolitana de Futebol de Salão, la FFSERJ ha poi cambiato denominazione in quella attuale a partire dal 28 luglio 1976, rimanendo come sede nel capoluogo Rio de Janeiro. Attualmente il suo presidente è Osmar Silva de Oliveira.
La selezione carioca è tra le più titolate del Brasile, avendo vinto il Brasileiro de Seleções de Futsal per ben sei edizioni (1959, 1961, 1963, 1965, 1975, 1985), il Brasileiro de Seleções Juvenil de Futsal per altrettante (1965, 1968, 1972, 1976, 1978, 1986) oltre ad un Brasileiro de Seleções Infantil de Futsal nel 1985.

## Palmarès
- 6 Brasileiro de Seleções de Futsal: 1959, 1961, 1963, 1965, 1975, 1985
- 6 Brasileiro de Seleções Juvenil de Futsal: 1965, 1968, 1972, 1976, 1978, 1986
- 1 Brasileiro de Seleções Infantil de Futsal: 1985